# محمد دین زاخیل
محمد دین‌ زاخیل (به پشتو: محمد دين زاخېل) معروف به استاد زاخیل آهنگساز اهل افغانستان است.
زاخیل پیش از ۷۰۰ آهنگ برای بسیاری از آوازخوانان افغان ساخت‌.
همسر او قمرگل از آوازخوانان مشهور افغانستان بود.